# Snowdonia
Snowdonia, ou Eryri (pronúncia em galês: [ɛrəri] (escutarⓘ)), é uma região montanhosa e um parque nacional no noroeste do País de Gales. Ela abrange todas as 15 montanhas do País de Gales com mais de 900 metros de altura, incluindo a mais alta do país, Snowdon (Yr Wyddfa), que tem 1.085 metros. Esses picos fazem parte das cordilheiras de Snowdon, Glyderau e Carneddau, no norte da região. As cordilheiras Moelwynion e Moel Hebog, menores, ficam imediatamente ao sul.
O parque nacional tem uma área de 2.130 km² e abrange a maior parte do centro e do sul de Gwynedd e a parte oeste do condado de Conwy. Essa área é muito maior do que a tradicionalmente considerada Snowdonia e, além das cinco cordilheiras acima, inclui as cordilheiras Rhinogydd, Cadair Idris e Aran e as Dyfi Hills. Ele também inclui a maior parte da costa entre Porthmadog e Aberdyfi. O parque foi o primeiro dos três parques nacionais do País de Gales a ser designado, em outubro de 1951, e o terceiro no Reino Unido, depois do Peak District e do Lake District, que foram estabelecidos em abril e maio de 1951, respectivamente. O parque recebeu 3,89 milhões de visitantes em 2015.

## Toponímia
O nome Snowdon significa "colina de neve" e é derivado dos elementos snāw e dūn do inglês antigo, sendo que o último significa "colina". Snowdonia é simplesmente retirado do nome da montanha.
As origens de Eryri são menos claras. Duas interpretações populares são que o nome está relacionado a eryr, "águia", e que significa "terras altas" e está relacionado ao latim oriri ("subir"). Embora eryri não seja uma forma direta da palavra eryr no significado "águia", é uma forma plural de eryr no significado "terras altas".

## Extensão
Antes dos limites do parque nacional serem designados, "Snowdonia" era geralmente usado para se referir a uma área menor de terras altas do norte de Gwynedd, centrada no maciço de Snowdon. O parque nacional abrange uma área com mais do que o dobro desse tamanho, estendendo-se ao sul até a área de Meirionnydd.
Essa diferença é evidente em livros publicados antes de 1951. Em Wild Wales (1907), de George Borrow, ele afirma que "Snowdon ou Eryri não é uma colina isolada, mas uma região montanhosa, cuja parte mais alta [é] chamada Y Wyddfa", fazendo uma distinção entre o cume da montanha e o maciço circundante. Carr & G. Lister (1925) define "Eryri" como "composto pelos dois cantrefs de Arfon e Arllechwedd, e os dois commotes de Nant Conwy e Eifionydd", o que corresponde a Caernarfonshire, com exceção do sudoeste de Llŷn e da Península de Creuddyn. Em Snowdonia: The National Park of North Wales (1949), F. J. North afirma que "Quando o Comitê delineou os limites provisórios, eles incluíam áreas a alguma distância além de Snowdonia propriamente dita".

## Parque nacional

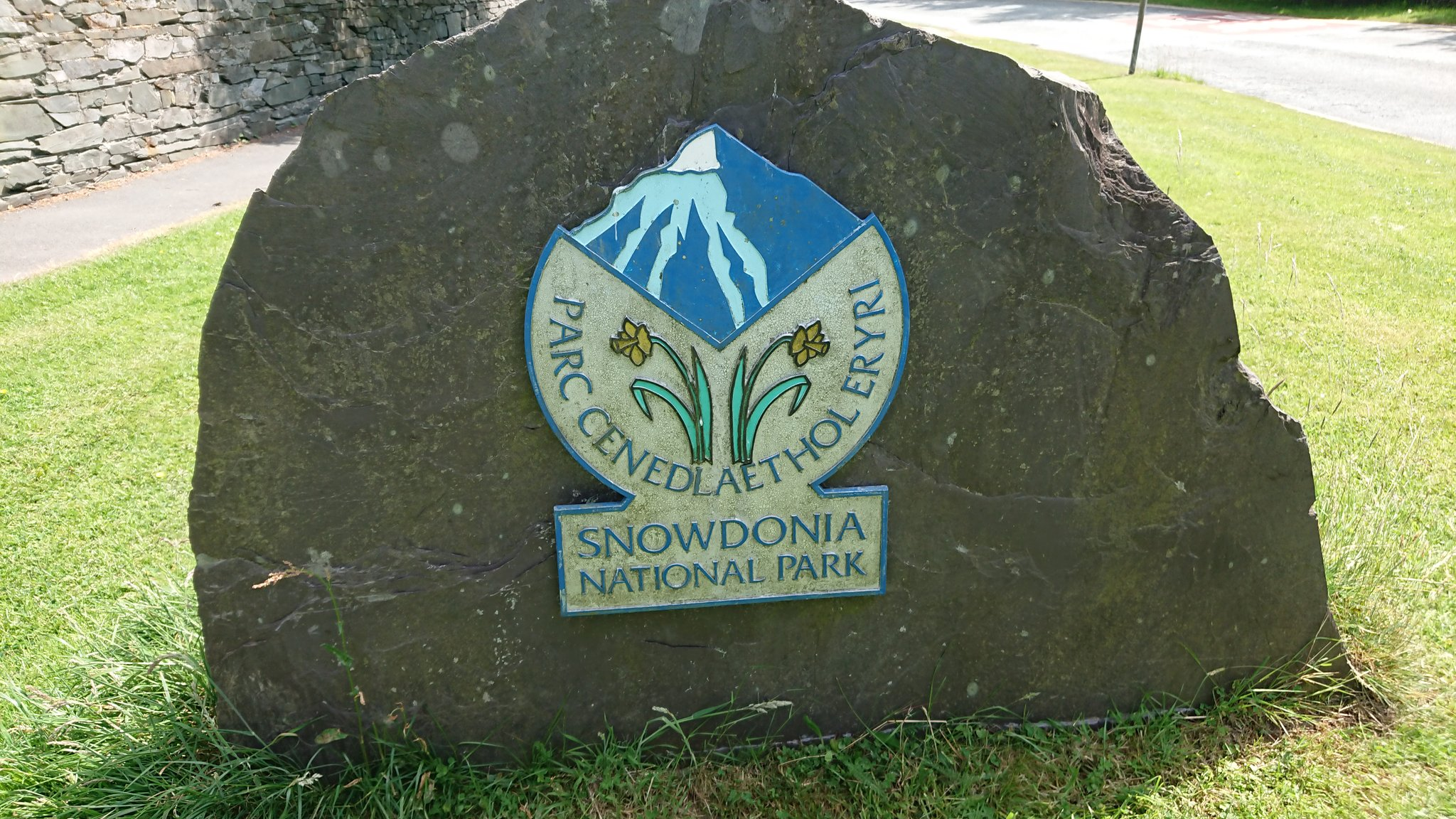
Logotipo do parque nacional em uma placa

O Parque Nacional de Snowdonia, também conhecido como Parque Nacional Eryri em inglês e Parc Cenedlaethol Eryri em galês, foi criado em outubro de 1951. Foi o terceiro parque nacional do Reino Unido, seguindo o Peak District e o Lake District em abril e maio do mesmo ano. Abrange 2.140 km² nos condados de Gwynedd e Conwy, e tem 60 km de litoral.
O parque é administrado pela Snowdonia National Park Authority, que tem 18 membros: 9 nomeados por Gwynedd, 3 por Conwy e 6 pelo governo galês para representar o interesse nacional. Os principais escritórios da autoridade ficam em Penrhyndeudraeth.
A autoridade do parque usou Snowdonia e Snowdon ao se referir ao parque nacional e à montanha em inglês até fevereiro de 2023, quando resolveu usar principalmente os nomes galeses, Eryri e Yr Wyddfa. Haverá um período de transição de aproximadamente dois anos no qual a autoridade continuará a usar os nomes em inglês entre parênteses - por exemplo, "Yr Wyddfa (Snowdon)" - quando o contexto exigir.
Diferentemente dos parques nacionais de outros países, os parques nacionais do Reino Unido são compostos de terras públicas e privadas sob uma autoridade de planejamento central. A composição da propriedade da terra no parque nacional é a seguinte:
| Tipo de propriedade     | Participação (%) |
| ----------------------- | ---------------- |
| Privada                 | 69,9             |
| National Trust          | 8,9              |
| National Park Authority | 1,2              |
| Natural Resources Wales | 17,5             |
| Empresas de água        | 0,9              |
| Outra                   | 1,6              |

Mais de 26.000 pessoas vivem dentro do parque, das quais 58,6% falavam galês em 2011. Embora a maior parte da terra seja aberta ou montanhosa, há uma quantidade significativa de atividade agrícola dentro do parque.
O parque nacional não inclui a cidade de Blaenau Ffestiniog, que forma um enclave único não designado dentro dos limites do parque. A cidade foi deliberadamente excluída do parque quando ele foi estabelecido devido a seu setor de pedreiras de ardósia. Os limites do Parque Nacional de Peak District excluem a cidade de Buxton e suas pedreiras de calcário adjacentes por um motivo semelhante.

## Geologia

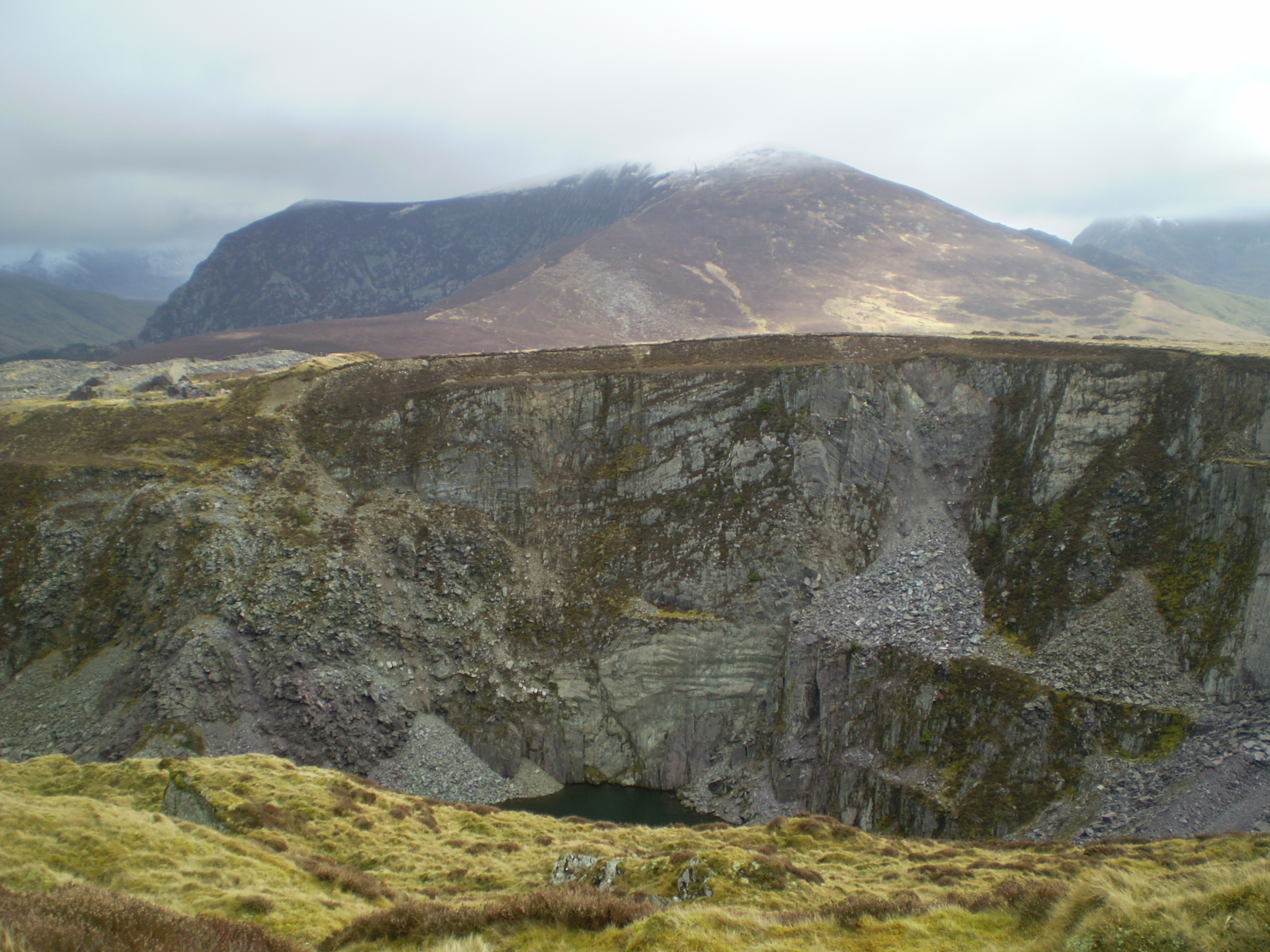
Pedreira de ardósia com Mynydd Mawr ao fundo

A geologia de Snowdonia é fundamental para o caráter da área. A glaciação durante uma sucessão de eras glaciais esculpiu uma paisagem rochosa distinta a partir de uma sucessão de rochas sedimentares e ígneas com muitas falhas e dobras. O último período glacial terminou há pouco mais de 11.500 anos, deixando um legado de características atraentes para os visitantes, mas que também desempenharam um papel no desenvolvimento da ciência geológica e continuam a fornecer um foco para visitas educacionais. Ao visitar Cwm Idwal em 1841, Charles Darwin percebeu que a paisagem era produto da glaciação. O leito rochoso data principalmente dos períodos cambriano e ordoviciano, com intrusões de idade ordoviciana e siluriana associadas à orogenia caledoniana. Há áreas menores de rochas sedimentares do período Siluriano no sul e no nordeste e de estratos da era cenozoica na costa da Baía de Cardigan, embora esses últimos estejam ocultos por depósitos mais recentes. O metamorfismo de baixo grau dos lamitos cambrianos e ordovicianos resultou nas ardósias, cuja extração já foi o principal pilar da economia da área.

## Geografia

### Montanhas
As principais cadeias da Snowdonia tradicional são o maciço de Snowdon, o Glyderau, o Carneddau, o Moelwynion e a cadeia Moel Hebog. Todas as montanhas de mais de 900 metros do País de Gales podem ser encontradas nos três primeiros maciços e são as mais populares entre os visitantes. Ao sul, dentro do parque nacional mais amplo, estão as cordilheiras Rhinogydd, Cadair Idris e Aran Fawddwy. Além dessas áreas bem definidas, há uma série de montanhas que são menos facilmente agrupadas, embora vários autores de guias as tenham classificado em grupos como os "Arenigs", os "Tarrens" e as "Dyfi hills".
O cume de Snowdon, a 1085 metros, é o mais alto do País de Gales e o mais alto da Grã-Bretanha ao sul das Highlands escocesas. A 905 metros, o Aran Fawddwy é o mais alto do País de Gales fora do norte de Snowdonia. Cadair Idris, a 893 metros, é o próximo na fila.

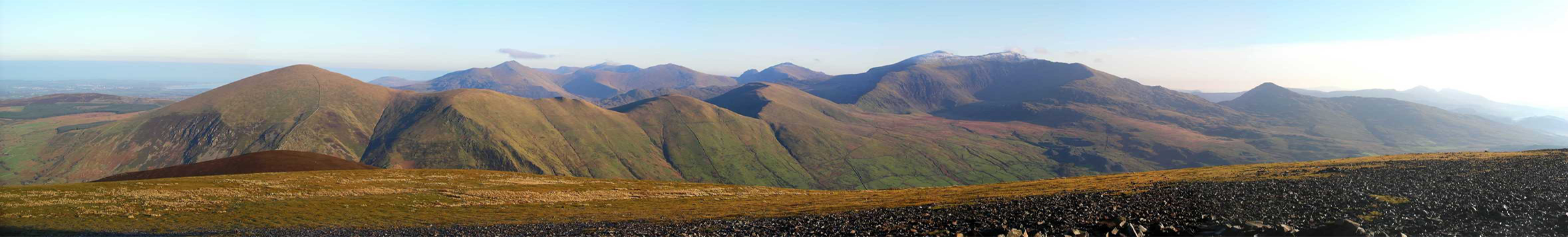
Panorama de parte do maciço de Snowdon, incluindo Snowdon (centro à direita), visto de Mynydd Mawr. Glyderau é visível à distância.

### Rios e lagos
Os rios que drenam a área e deságuam diretamente na Baía de Cardigan geralmente são curtos e íngremes. De norte a sul, incluem o Glaslyn e o Dwyryd, que compartilham um estuário comum, o Mawddach e seus afluentes, o Wnion e o Eden, o menor Dysynni e, na margem sul do parque, o Dyfi. Uma série de rios deságua na costa norte. O maior deles é o Conwy, na margem leste do parque, que, com o Ogwen, deságua na Baía de Conwy. Mais a oeste, o Seiont e o Gwyrfai deságuam na extremidade oeste do Estreito de Menai. Uma parte do leste do parque nacional está dentro da bacia hidrográfica superior do Dee (Dyfrydwy) e inclui o Lago Bala, o maior corpo d'água natural do País de Gales. Uma lista mais completa dos rios e afluentes da área pode ser encontrada em Lista de rios do País de Gales.
Há poucos cursos d'água naturais de qualquer tamanho no País de Gales, Snowdonia é o lar da maioria deles. Além do Lago Bala, alguns lagos ocupam vales glaciais, incluindo o Llyn Padarn e o Llyn Peris em Llanberis e o Lago Tal-y-llyn ao sul de Cadair Idris. Llyn Dinas, Llyn Gwynant e Llyn Cwellyn, ao sul e a oeste de Snowdon, fazem parte dessa categoria, assim como Llyn Cowlyd e Llyn Ogwen, nas margens do Carneddau. Há vários pequenos lagos que ocupam circos glaciais devido à antiga intensidade da ação glacial em Snowdonia. Conhecidos genericamente como tarns, os exemplos incluem Llyn Llydaw, Glaslyn e Llyn Du'r Arddu em Snowdon, Llyn Idwal em Glyderau e Llyn Cau em Cadair Idris.
Há dois grandes corpos d'água totalmente artificiais na área, Llyn Celyn e Llyn Trawsfynydd, enquanto vários dos lagos naturais tiveram seus níveis artificialmente elevados em diferentes graus. O reservatório de Marchlyn Mawr e o Llyn Stwlan da usina de Ffestiniog são dois casos em que os lagos naturais foram represados como parte de esquemas hidrelétricos de armazenamento bombeado. Em 2023, o parque padronizou os nomes de seus lagos em galês, para serem usados também em inglês.

### Costa
O parque nacional encontra a costa do Mar da Irlanda na Baía de Cardigan, entre o estuário de Dovey, ao sul, e o estuário de Dwyryd. A maior parte dessa fachada é caracterizada por sistemas de dunas, sendo as maiores Morfa Dyffryn e Morfa Harlech. Esses dois locais têm dois dos maiores cordões de areia/litoral do País de Gales. As principais reentrâncias do Dovey, os estuários Mawddach e Dwyryd, têm grandes extensões de areias entremarés e pântanos costeiros que são especialmente importantes para a vida selvagem (consulte #História natural). A ponta norte do parque nacional se estende até a costa norte do País de Gales, em Penmaen-bach Point, a oeste de Conwy, onde penhascos íngremes fizeram com que a estrada e a ferrovia atravessassem o local em túneis.

### Assentamentos

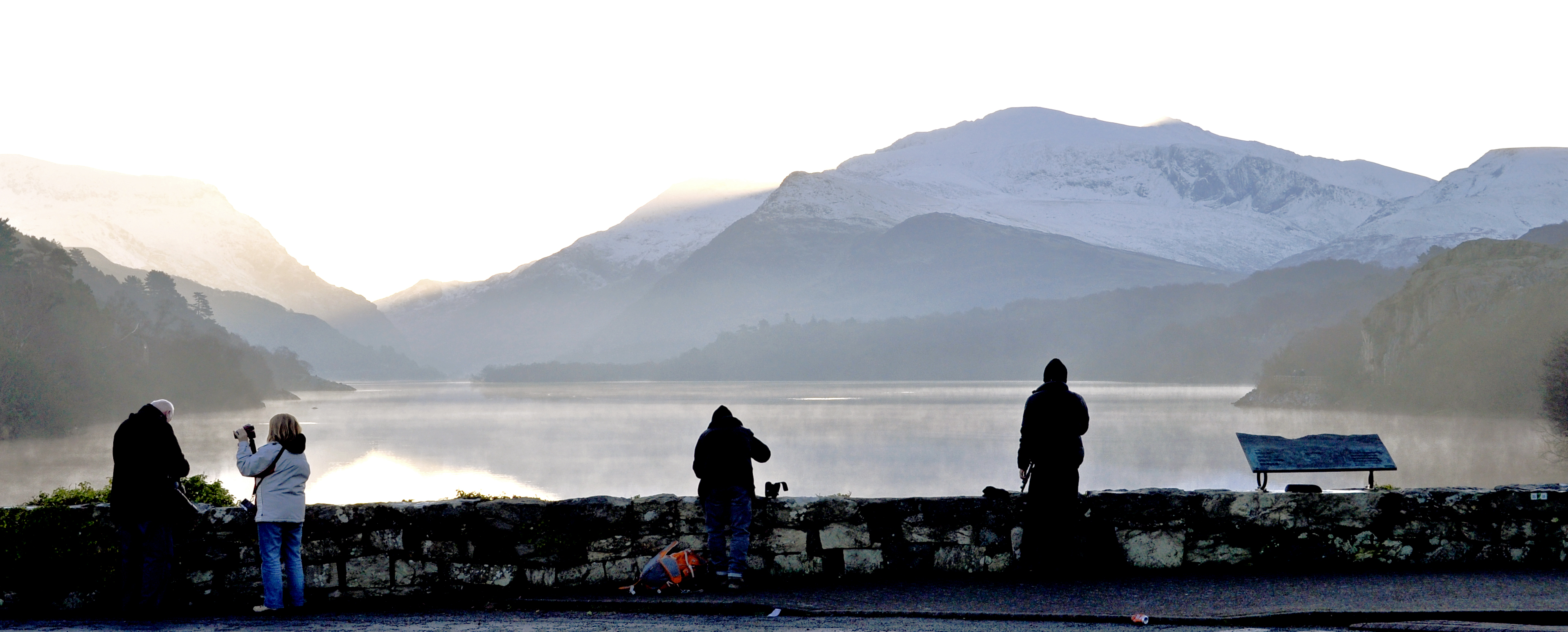
Nascer do sol em Snowdonia

Há apenas três cidades dentro dos limites do parque, embora haja várias outras imediatamente além deles. Dolgellau é a mais populosa, seguida por Bala, na fronteira leste, e Harlech, com vista para a Baía de Tremadog. Mais populosa que essas é a cidade de Blaenau Ffestiniog, que fica em um exclave, ou seja, é cercada pelo parque nacional, mas excluída dele, enquanto as cidades de Tywyn e Barmouth, na costa da Baía de Cardigan, ficam em exclaves costeiros. Llanrwst, no leste, Machynlleth, no sul, e Porthmadog e Penrhyndeudraeth, no oeste, estão imediatamente além dos limites, mas ainda são identificadas com o parque, de fato, a última delas abriga a sede da Snowdonia National Park Authority. Da mesma forma, as economias locais das cidades de Conwy, Bethesda e Llanberis, no norte, estão inseparavelmente ligadas ao parque nacional, pois oferecem vários serviços aos visitantes. O terminal inferior da Snowdon Mountain Railway fica em Llanberis. Embora adjacentes a ele, Llanfairfechan e Penmaenmawr são menos obviamente ligadas ao parque.
Há vários vilarejos menores dentro do parque nacional: entre eles, destacam-se o vilarejo de Betws-y-Coed, a leste, como "porta de entrada", Aberdyfi, no estuário de Dovey (Dyfi), e o pequeno vilarejo de Beddgelert, que atraem um grande número de visitantes. Outros vilarejos importantes são Llanuwchllyn, na extremidade sudoeste do lago Bala (Llyn Tegid), Dyffryn Ardudwy, Corris, Trawsfynydd, Llanbedr, Trefriw e Dolwyddelan.

### Transporte

#### Estradas

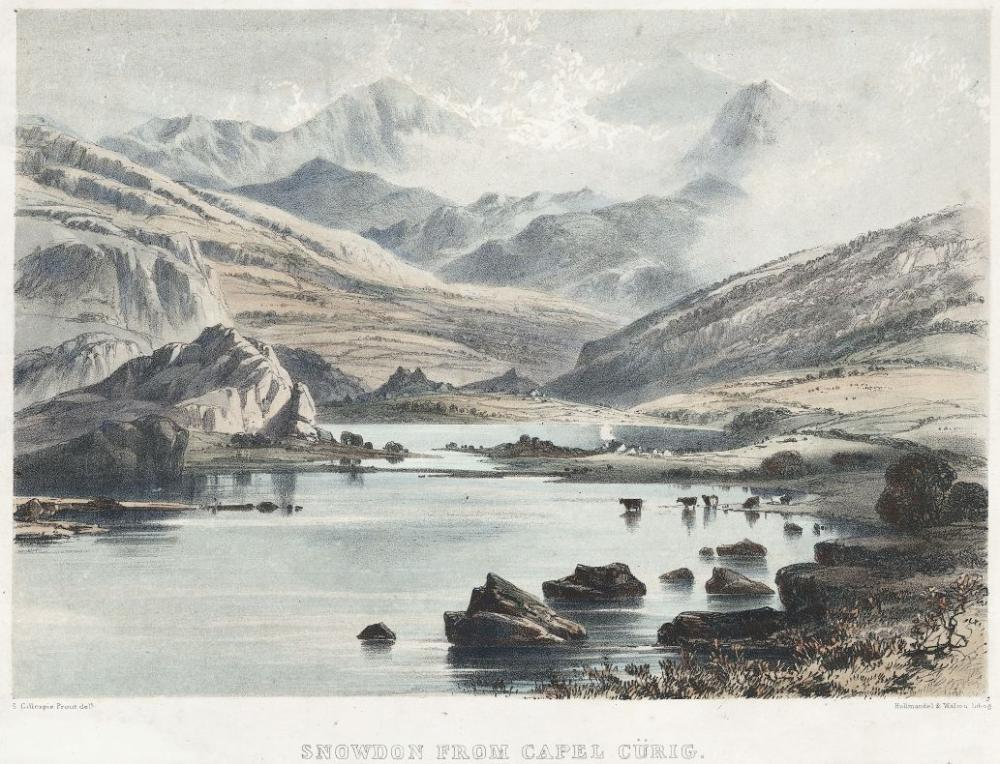
Snowdon com vista de Capel Curig

Seis rotas principais atendem Snowdonia, sendo que a mais movimentada é a A55, uma rodovia de pista dupla que percorre a costa norte e fornece acesso rodoviário estratégico à parte norte do parque nacional. A rota norte-sul mais importante dentro do parque é a A470, que vai da A55 para o sul, passando por Betws-y-Coed, Blaenau Ffestiniog e Dolgellau. Ela sai do parque a alguns quilômetros a sudeste, perto de Mallwyd. De Dolgellau, a A494 vai para Bala, enquanto a A487 conecta-se com Machynlleth. A A487 contorna o noroeste do parque a partir de Bangor, passando por Caernarfon até Porthmadog, antes de virar em terra para encontrar a A470 a leste de Maentwrog.
A A5 foi construída como uma estrada de ônibus postal por Thomas Telford entre Londres e Holyhead, ela entra no parque perto de Pentrefoelas e sai perto de Bethesda. Outras estradas de classe A fornecem ligações mais locais: a A493, que desce o vale Dovey de Machynlleth e sobe a costa até Tywyn, depois volta a subir o vale Mawddach até Dolgellau, a A496, que desce de Dolgellau pelo lado norte do Mawddach até Barmouth e depois sobe a costa ao norte via Harlech até Maentwrog. A A4212, que liga Bala a Trawsfynydd, é relativamente moderna, tendo sido projetada na década de 1960 em conexão com a construção de Llyn Celyn. Três outras estradas passam por caminhos estreitos e sinuosos pelas montanhas do norte: a A4085 liga Penrhyndeudraeth a Caernarfon, a A4086 liga Capel Curig a Caernarfon via Llanberis e a A498 liga Tremadog à A4086 em Pen-y-Gwryd. Outras estradas de destaque incluem a de Llanuwchllyn até Cwm Cynllwyd e Dinas Mawddwy pela passagem elevada de 545 metros (1788') de Bwlch y Groes, a segunda estrada pública asfaltada mais alta do País de Gales, e a estrada secundária que vai de noroeste a oeste de Llanuwchllyn em direção a Bronaber pela passagem elevada de 531 metros (1742') de Bwlch Pen-feidiog.

#### Ferrovias

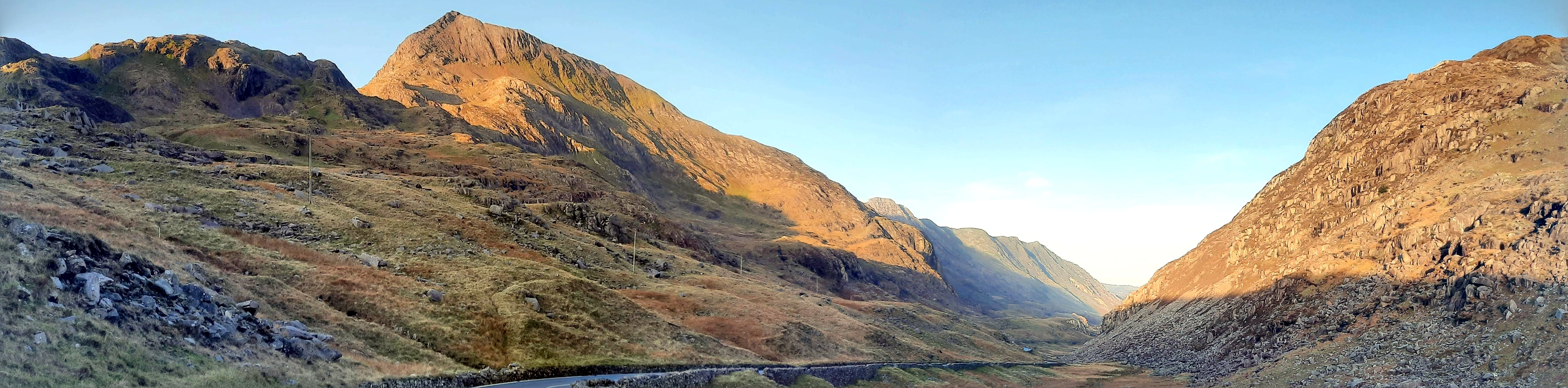
Estrada do parque nacional de Snowdonia

A North Wales Coast Line, com pista dupla, passa ao longo da fronteira norte do parque entre Conwy e Bangor, entrando brevemente no parque em Penmaen-bach Point, onde está em um túnel. As estações atendem às comunidades de Conwy, Penmaenmawr, Llanfairfechan e Bangor. A Conwy Valley Line, de pista simples, segue para o sul a partir de Llandudno Junction, entrando no parque ao norte de Betws-y-coed, que é servida por uma estação e, em seguida, para oeste, subindo o vale Lledr por meio de outras estações em Pont-y-pant, Dolwyddelan e Roman Bridge. Depois de passar por um túnel, a linha de passageiros agora termina na estação ferroviária de Blaenau Ffestiniog. Antes de 1961, a rota continuava como estação ferroviária de Bala e Ffestiniog via Trawsfynydd para Bala, juntando-se a outra antiga rota ao longo do vale do Dee, que corria para sudoeste via Dolgellau para se juntar à ainda existente Cambrian Line costeira ao sul de Barmouth. O ramal de Pwllheli da Cambrian Line se separa do ramal de Aberystwyth em Dovey Junction e continua pelas estações de Aberdovey, Tywyn, Tonfanau, Llwyngwril, Fairbourne e Morfa Mawddach até Barmouth, onde cruza o estuário de Mawddach pela ponte de madeira Barmouth Bridge, listada como Grade II*, uma estrutura que também permite a passagem de pedestres e ciclistas. Outras estações atendem Llanaber, Tal-y-bont, Dyffryn Ardudwy, Llanbedr, Pensarn e Llandanwg antes de chegar a Harlech. As estações de Tygwyn, Talsarnau e Llandecwyn são as últimas antes de a linha sair do parque, cruzando o estuário de Dwyryd por Pont Briwet e virando para o oeste, com destino a Pwllheli, passando por Penrhyndeudraeth, Porthmadog e Criccieth.
Muitas seções de ferrovias desativadas agora são usadas por rotas de caminhada e ciclismo e são descritas em outros lugares. A Bala Lake Railway é uma ferrovia histórica que foi estabelecida ao longo de uma seção da antiga rota da linha principal entre Bala e Llanuwchllyn. Outras ferrovias tradicionais ocupam seções de antigas linhas de mineração, geralmente de bitola estreita, e são descritas em uma seção separada.

#### Ônibus
O parque nacional é servido por uma rede de ônibus em expansão, com a marca Sherpa'r Wyddfa (anteriormente denominada Snowdon Sherpa). Juntamente com a rede de ônibus TrawsCymru, ela oferece uma opção sem carro para turistas e moradores locais que desejam viajar pelo Parque Nacional.
A rede foi relançada em julho de 2022 com uma nova marca, Sherpa'r Wyddfa, para refletir o novo impulso do Parque Nacional para a promoção de nomes de lugares galeses. Dessa forma, a publicidade e os sites do serviço com a nova marca usam apenas esses nomes galeses, mesmo para usuários de língua inglesa.

## Clima

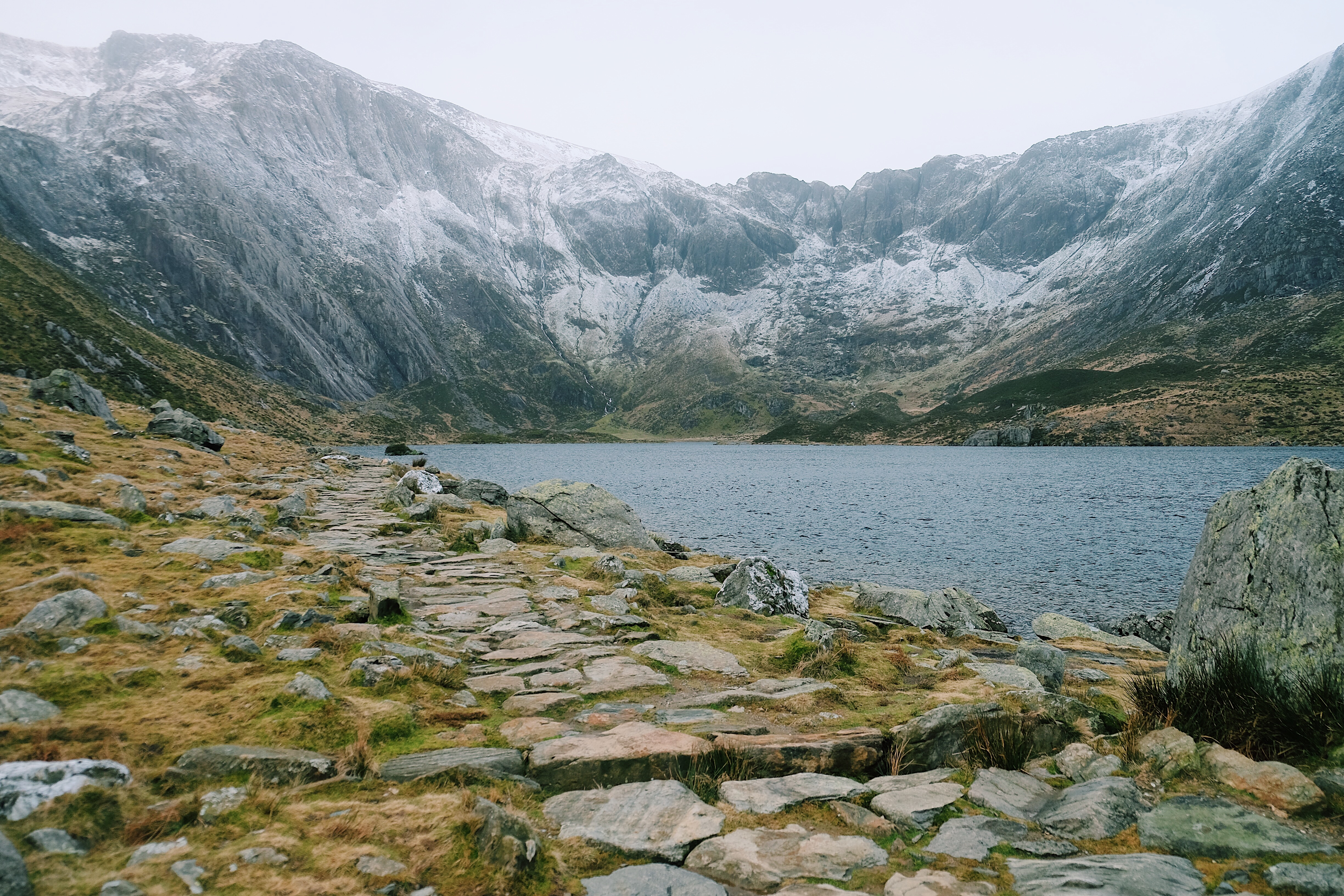
Snowdonia no inverno

Snowdonia é uma das regiões mais úmidas do Reino Unido. Crib Goch, em Snowdonia, é o local mais úmido do Reino Unido, com uma precipitação média de 4.473 milímetros por ano durante o período de 30 anos anterior a meados da década de 2000. Há um pluviômetro a 713 metros, nas encostas abaixo de Crib Goch.

## História
As primeiras evidências de ocupação humana na área datam de cerca de 4.000 a 3.000 a.C., com vestígios extensos de sistemas de campos pré-históricos evidentes na paisagem. Nesses campos, há vestígios de recintos irregulares e círculos de cabanas. Há câmaras funerárias do Neolítico e da Idade do Bronze, como a Bryn Cader Faner, e fortalezas da Idade do Ferro, como a Bryn y Castell, perto de Ffestiniog.
A região foi finalmente conquistada pelos romanos em 77-78 d.C. Os vestígios dos campos de marcha e de treinamento romanos são evidentes. Havia um forte romano e um anfiteatro em Tomen y Mur. Sabe-se que as estradas se conectavam com Segontium (Caernarfon) e Deva Victrix (Chester) e incluíam a parte norte de Sarn Helen.
Há várias pedras memoriais de afinidade com o cristianismo primitivo que datam do período pós-romano. A fortaleza pós-romana de Dinas Emrys também data dessa época. As igrejas foram introduzidas na região nos séculos V e VI. Llywelyn, o Grande, e Llywelyn ap Gruffudd mandaram construir vários castelos de pedra para proteger suas fronteiras e rotas comerciais. Eduardo I construiu vários castelos nas margens, incluindo os de Harlech e Conwy, por motivos militares e administrativos. A maioria deles está agora protegida em um local de Patrimônio Mundial. Alguns dos muitos muros de pedra de Snowdonia também datam desse período. Na Idade Média, o título de Príncipe de Gales e Senhor de Snowdonia (Tywysog Cymru ac Arglwydd Eryri) era usado por Llywelyn ap Gruffudd, seu avô Llywelyn Fawr usava o título de Príncipe do norte de Gales e Senhor de Snowdonia.
O século XVIII viu o início da exploração industrial dos recursos da área, auxiliada pelo surgimento, no final do século, de fideicomissos de pedágio que a tornaram mais acessível. O engenheiro Thomas Telford deixou um legado de construção de estradas e ferrovias em Snowdonia e arredores. Um novo porto em Porthmadog estava ligado às pedreiras de ardósia em Ffestiniog por meio de uma ferrovia de bitola estreita. Em seu auge, no século XIX, o setor de ardósia empregava cerca de 12.000 homens. Outros 1.000 trabalhavam na extração de pedras em Graiglwyd e Penmaenmawr. A mineração de cobre, ferro e ouro foi realizada durante os séculos XVIII e XIX, deixando um legado de ruínas de minas e moinhos até hoje. Ruínas da indústria do ouro são encontradas em Cefn Coch, na propriedade Dolmelynllyn.
A Snowdonia Society é uma instituição de caridade registrada, formada em 1967 e é um grupo voluntário de pessoas com interesse na área e em sua proteção.
Amory Lovins liderou a oposição bem-sucedida na década de 1970 para impedir que a Rio Tinto escavasse a área para uma enorme mina.

## História natural

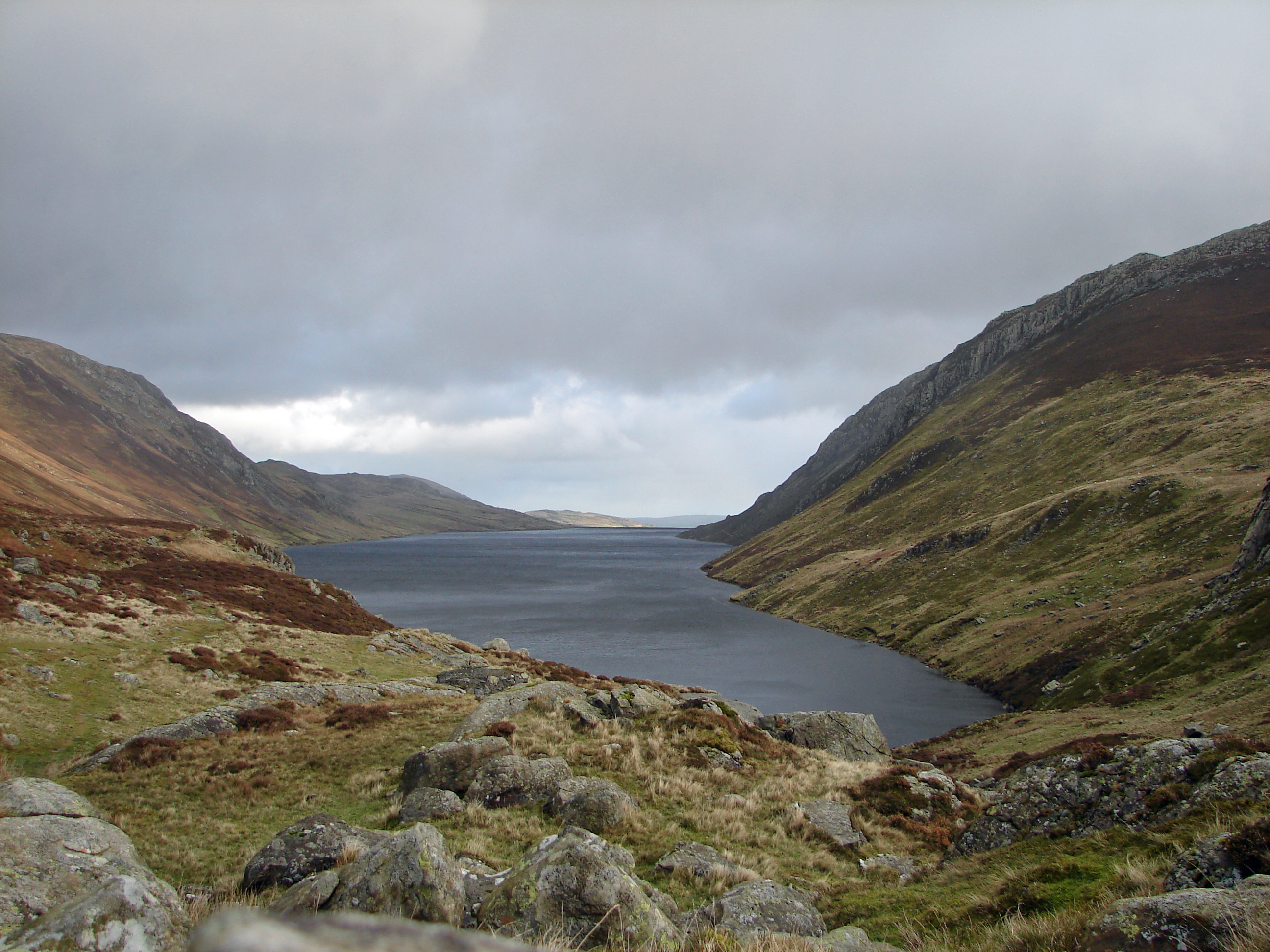
Chuva chegando sobre Llyn Cowlyd ao norte de Capel Curig

Todo o litoral do parque é uma Zona Especial de Conservação, que se estende da Península de Llŷn até a costa do meio do País de Gales, a última contendo valiosos sistemas de dunas de areia.
As florestas naturais do parque são do tipo caducifólia mista, sendo a árvore mais comum o carvalho galês. Bétula, freixo, freixo da montanha e aveleira também são comuns. O parque também contém algumas grandes áreas de florestas de coníferas (plantadas), como a Floresta de Gwydir, perto de Betws-y-Coed, embora algumas áreas, antes colhidas, agora estejam cada vez mais sendo regeneradas naturalmente.

### Flora
O norte de Snowdonia é o único lugar na Grã-Bretanha onde se encontra o lírio de Snowdon (Gagea serotina), uma planta ártico-alpina, e o único lugar no mundo onde cresce a erva-de-são-joão de Snowdonia (Hieracium snowdoniense).

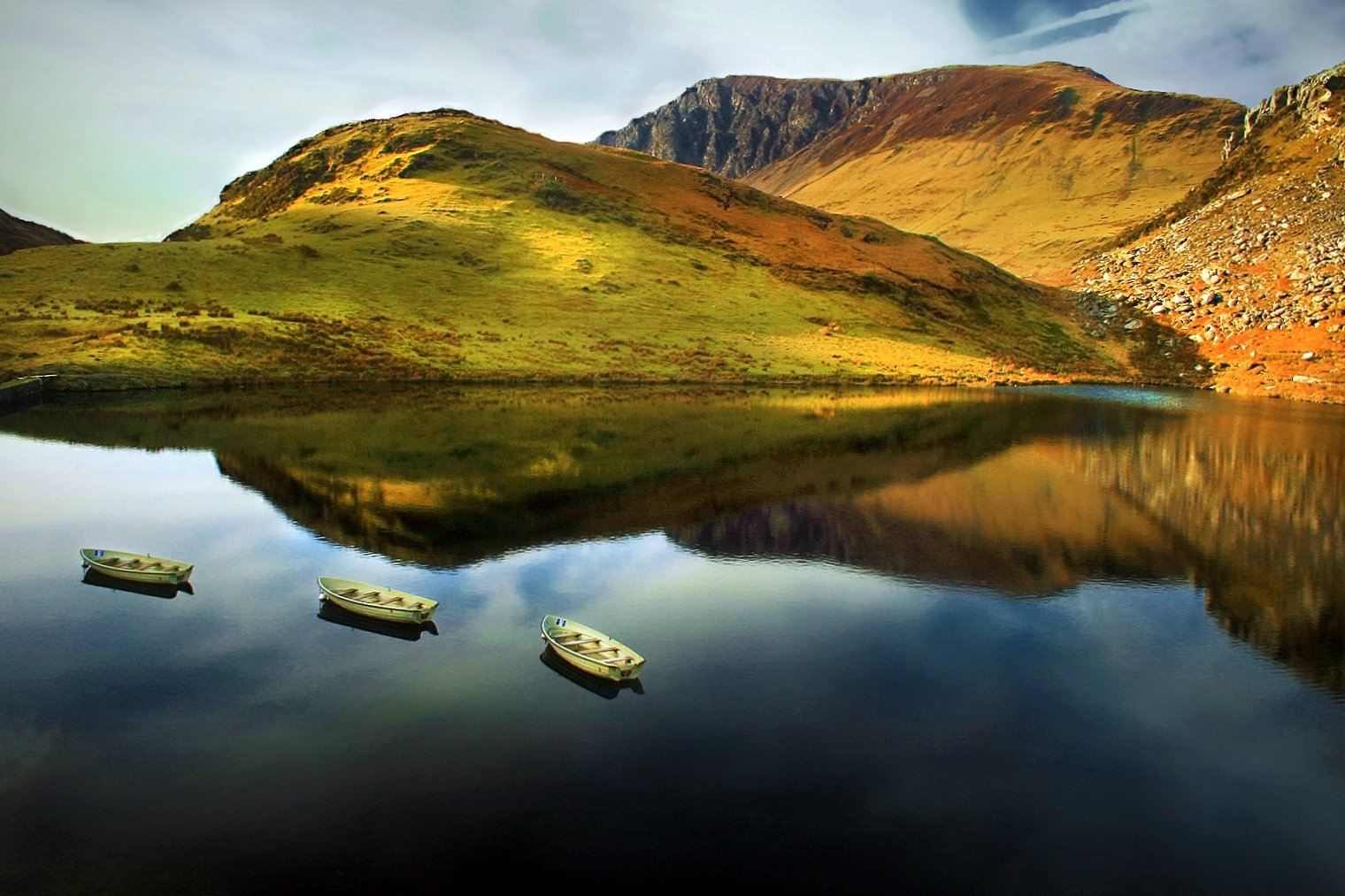
Llyn y Dywarchen, próximo à Rhyd Ddu

Um dos principais problemas enfrentados pelo parque nos últimos anos foi o crescimento do Rhododendron ponticum. Essa espécie invasora de crescimento rápido tem a tendência de dominar e sufocar as espécies nativas. Ela pode formar enormes crescimentos e tem um fungo que cresce em suas raízes, produzindo toxinas que são venenosas para toda a flora e fauna locais por um período de sete anos após a erradicação das infestações de Rhododendron. Como resultado, há uma série de paisagens desoladas.

### Fauna
Entre os mamíferos do parque estão lontras, furões, cabras selvagens e martas-dos-pinheiros. Entre os pássaros estão corvos, gralhas-de-bico-vermelho, peregrinos, águias-pesqueiras, esmerilhões e milhafres-reais. O besouro de Snowdon (Chrysolina cerealis), com as cores do arco-íris, só é encontrado no norte de Snowdonia.

### Designações de conservação
Snowdonia tem um número particularmente alto de locais protegidos em relação à sua ecologia diversificada, cerca de 20% de sua área total é protegida pelas leis britânicas e europeias. Metade dessa área foi reservada pelo governo, de acordo com a Diretiva Habitats Europeia, como Área Especial de Conservação. Há um grande número de locais de interesse científico especial (ou "SSSIs"), designados tanto para a fauna quanto para a flora e, em alguns casos, também para a geologia. Dezenove desses locais são gerenciados como reservas naturais nacionais pela Natural Resources Wales. O parque também contém doze Zonas Especiais de Conservação (ou "SACs"), três Zonas de Proteção Especial (ou "SPAs") e três sítios Ramsar. Alguns estão totalmente dentro dos limites do parque, outros os atravessam em vários graus.

#### Locais de Interesse Científico Especial
Há vários SSSIs no parque, sendo que os mais extensos são Snowdonia, Migneint-Arenig-Dduallt, Morfa Harlech, Rhinog, Berwyn, Cadair Idris, Llyn Tegid, Aber Mawddach / Mawddach Estuary, Dyfi, Morfa Dyffryn, Moel Hebog, Coedydd Dyffryn Ffestiniog e Coedydd Nanmor.

#### Reservas naturais nacionais
As seguintes NNRs estão total ou parcialmente dentro do parque: Allt y Benglog, Y Berwyn (em várias partes), Cader Idris, Ceunant Llennyrch, Coed Camlyn, Coed Cymerau, Coed Dolgarrog, Coed Ganllwyd, Coed Gorswen, Coed Tremadog, Coedydd Aber, Coedydd Maentwrog (em duas partes), Coed y Rhygen, Cwm Glas Crafnant, Cwm Idwal, Hafod Garregog, Morfa Harlech, Rhinog e Snowdon.

#### Zonas Especiais de Conservação

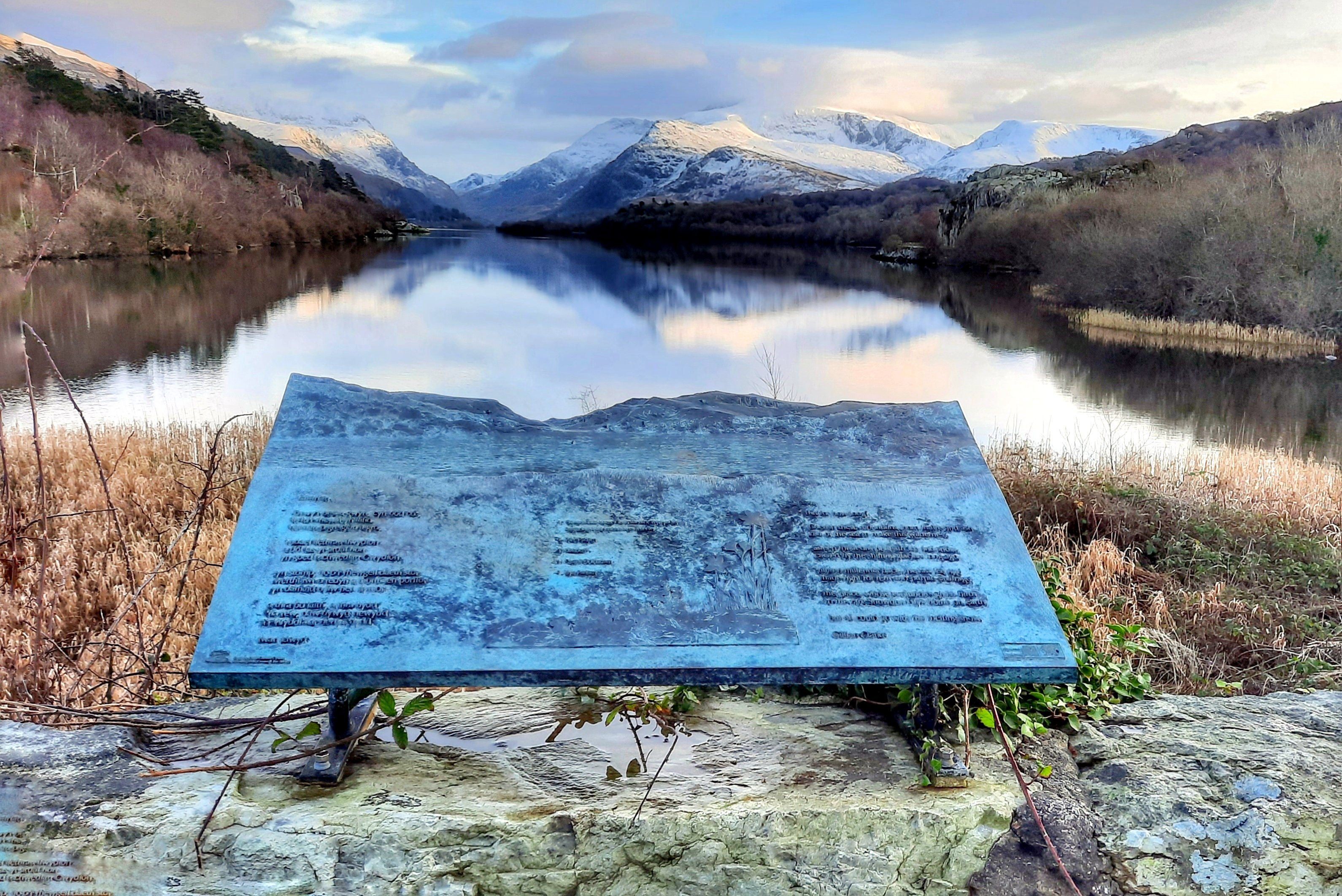
Reflexo das montanhas Eryri

As doze SACs são as seguintes: SAC de Snowdonia, que abrange grande parte de Carneddau, Glyderau e o maciço de Snowdon, Afon Gwyrfai a Llyn Cwellyn, Corsydd Eifionydd / Eifionydd Fens (ao norte de Garndolbenmaen), o Coedydd Derw a Safleoedd Ystlumod Meirion / Meirionydd Oakwoods e Bat Sites - uma série de locais entre Tremadog, Trawsfynydd, Ffestiniog e Beddgelert e que se estende até o Gwynant. Também inclui muitos dos bosques de carvalho do Mawddach e seus afluentes. Afon Eden - Cors Goch Trawsfynydd, Rhinog, Cadair Idris (em duas partes), Migneint-Arenig-Dduallt, River Dee e Afon Dyfrdwy a Llyn Tegid (País de Gales), Mwyngloddiau Fforest Gwydir / Gwydyr Forest Mines (ao norte de Betws-y-Coed) e uma parte da SAC de Berwyn a Mynyddoedd De Clwyd / Berwyn and South Clwyd Mountains. A Pen Llyn a'r Sarnau / Península de Lleyn e a SAC de Sarnau abrangem toda a costa da Baía de Cardigan do parque e a área marítima e se estendem acima da marca d'água alta em Morfa Harlech, Mochras e ao redor dos estuários de Dovey e Mawddach.

#### Zonas Especiais de Proteção
As três SPAs são o Dovey Estuary/Aber Dyfi (do qual uma parte está dentro do parque), Berwyn (do qual uma parte está dentro do parque) e Migneint-Arenig-Dduallt.

#### Sítio Ramsar
Os três sítios Ramsar designados são a Biosfera de Dyfi (Cors Fochno e Dyfi), Cwm Idwal e Llyn Tegid (Lago Bala).

## Economia
A economia da área era tradicionalmente centrada na agricultura e, desde o início do século XIX, cada vez mais na mineração e nas pedreiras. O turismo tornou-se uma parte cada vez mais significativa da economia de Snowdonia durante os séculos XX e XXI.

### Agricultura em colinas
A criação extensiva de ovelhas continua sendo fundamental para a economia agrícola de Snowdonia.

### Silvicultura
Seções significativas do parque foram florestadas durante o século XX para a produção de madeira. As principais plantações de coníferas incluem a Floresta de Dyfi, a Floresta de Coed y Brenin, entre Dolgellau e Trawsfynydd, a Floresta de Penllyn, ao sul de Bala, a Floresta de Beddgelert e a Floresta de Gwydyr (ou Gwydir), perto de Betws-y-Coed, que é administrada como um parque florestal pela Natural Resources Wales.

### Setor de ardósia
A região já foi a mais importante produtora de ardósia do mundo. Parte da produção continua, mas em um nível muito reduzido em relação ao seu auge. Os limites do parque são traçados de tal forma que grande parte da paisagem afetada pela extração e mineração de ardósia fica imediatamente fora da área designada.

### Produção de energia
A construção de uma usina de energia nuclear ao lado de Llyn Trawsfynydd começou em 1959 e a primeira produção de energia ocorreu em 1965. O local esteve em operação até 1991, embora continue sendo um empregador durante sua fase de descomissionamento. Esquemas hidrelétricos de armazenamento bombeado estão em operação em Llanberis e Ffestiniog.

### Turismo
Pesquisas indicam que houve 3,67 milhões de visitantes no Parque Nacional de Snowdonia em 2013, com aproximadamente 9,74 milhões de dias de turismo passados no parque durante aquele ano. O total de despesas turísticas foi de £ 433,6 milhões em 2013.

#### Trilhas

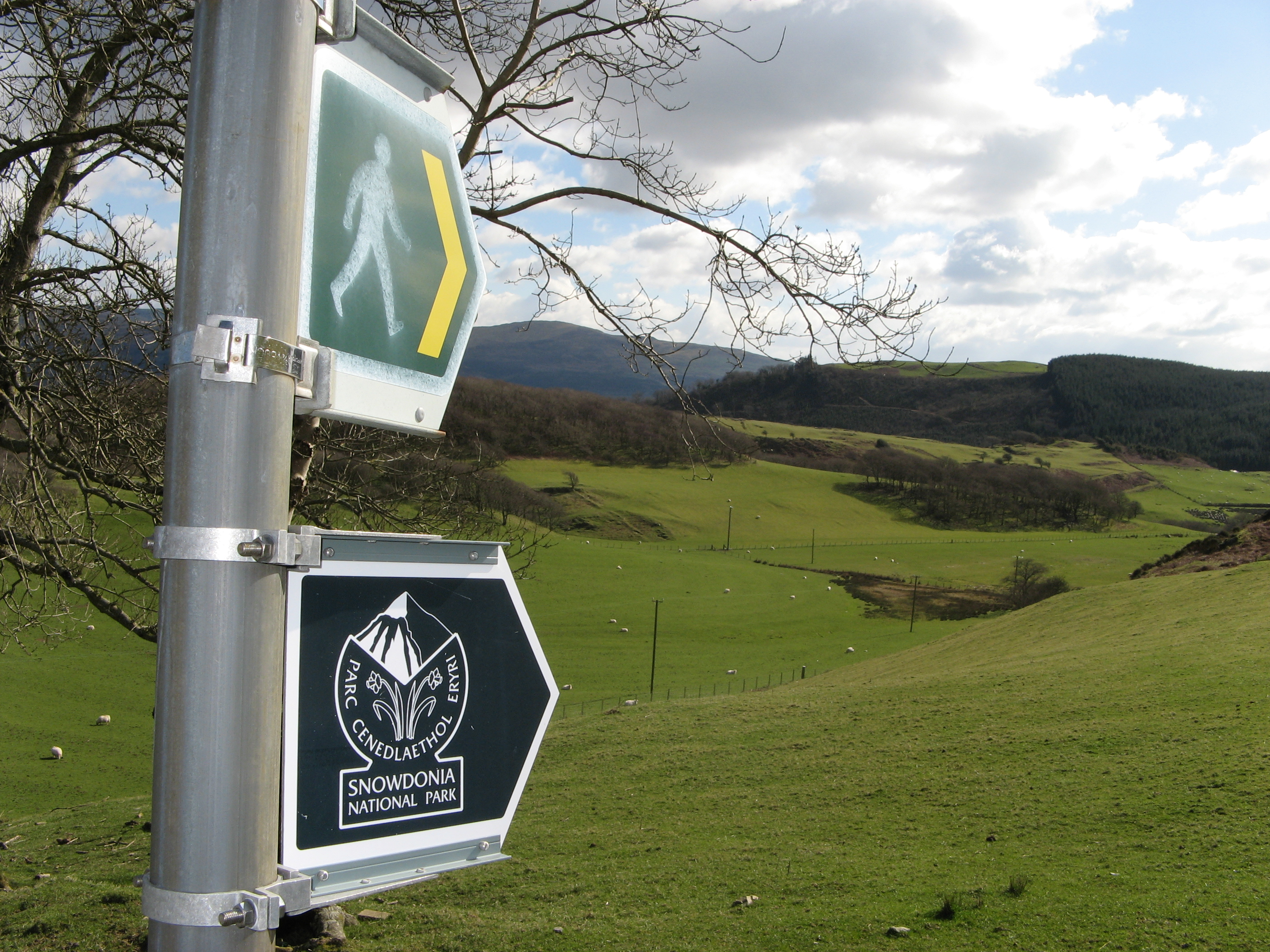
Borda sul. Caminho marcado perto de Llyn Barfog em Gwynedd

Muitos dos que fazem trilhas na área se concentram no próprio Snowdon. Ela é considerado uma boa montanha, mas às vezes fica muito lotado, além disso, a Snowdon Mountain Railway vai até o cume.
As outras montanhas altas, com seus cumes repletos de pedras, bem como Tryfan, uma das poucas montanhas do Reino Unido ao sul da Escócia cuja subida requer mãos e pés, também são muito populares. No entanto, há também algumas caminhadas espetaculares em Snowdonia nas montanhas mais baixas, que tendem a ser relativamente pouco frequentadas. Entre as favoritas dos montanhistas estão Y Garn (a leste de Llanberis) ao longo do cume até Elidir Fawr, Mynydd Tal-y-Mignedd (a oeste de Snowdon) ao longo da serra de Nantlle até Mynydd Drws-y-Coed, Moelwyn Mawr (a oeste de Blaenau Ffestiniog); e Pen Llithrig y Wrach ao norte de Capel Curig. Mais ao sul estão Y Llethr, em Rhinogydd, e Cadair Idris, perto de Dolgellau.
O parque tem 2.380 km de vias públicas para pedestres, 264 km de trilhas públicas e 74 km de outros tipos de vias públicas. Uma grande parte do parque também é coberta por leis de direito de circulação.
Rotas recreativas
O Wales Coast Path passa dentro do parque entre Machynlleth e Penrhyndeudraeth, exceto por pequenas seções da costa nas proximidades de Tywyn e Barmouth, que são excluídas do parque. Existe uma alternativa para o interior entre Llanfairfechan e Conwy, totalmente dentro do parque. O North Wales Path, que é anterior ao WCP, entra no parque ao norte de Bethesda e segue uma rota praticamente paralela à costa norte, visitando Aber Falls e o Sychnant Pass antes de sair do parque na descida da Montanha de Conwy. A Cambrian Way é uma trilha de longa distância entre Cardiff e Conwy que fica quase inteiramente dentro do parque nacional de Mallwyd para o norte. Foi oficialmente reconhecido em 2019 e agora está representado nos mapas do Ordnance Survey.

## Uso deEryriem inglês

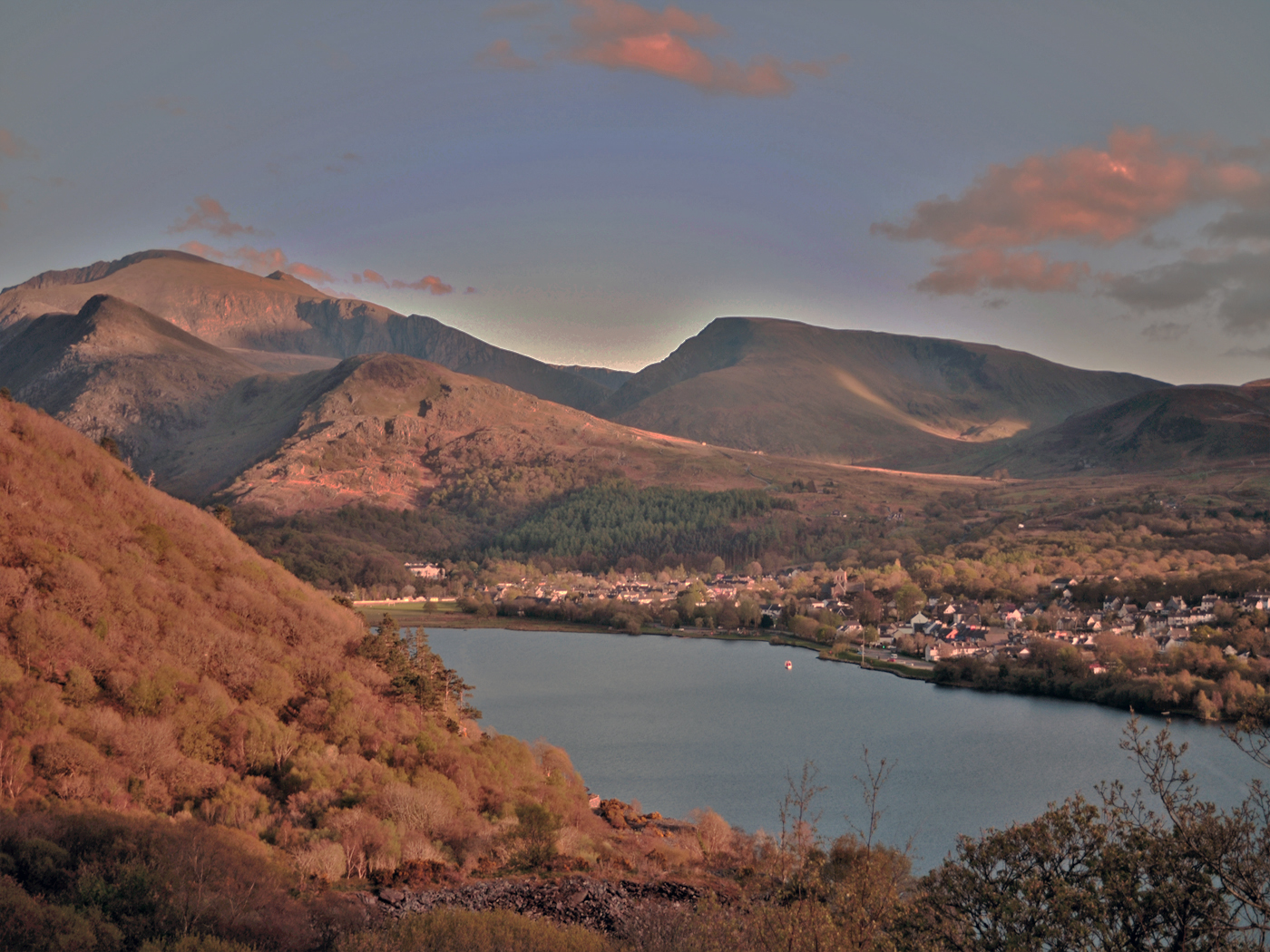
Pôr do sol sobre Snowdonia e o parque rural Padarn

O uso dos nomes em inglês para a área tem causado divisões, com um aumento nos protestos contra seu uso desde 2020. Isso levou a autoridade do parque nacional a decidir usar nomes galeses, tanto quanto legalmente possível, em novembro de 2022. Um dos primeiros exemplos de pressão para depreciar Snowdon e Snowdonia foi uma campanha de 2003 da Cymuned, inspirada por campanhas para se referir a Ayers Rock como Uluru e Monte Everest como Qomolangma.
Em 2020, um abaixo-assinado eletrônico pedindo a remoção dos nomes em inglês foi apresentado ao Senedd, mas rejeitado porque a responsabilidade é da autoridade do parque nacional. Em 2021, uma abaixo-assinado eletrônico sobre o mesmo tópico atraiu mais de 5.300 assinaturas e foi apresentado à autoridade do parque nacional.
Em 28 de abril de 2021, o conselheiro de Gwynedd, John Pughe Roberts, apresentou uma moção para usar exclusivamente os nomes galeses, chamando isso de "questão de respeito pela língua galesa". A moção não foi considerada e foi adiada, pois a autoridade do parque nacional já havia nomeado um "Welsh Place Names Task and Finish Group" para investigar a questão. No entanto, a autoridade do parque não pode obrigar outros órgãos e/ou indivíduos a parar de usar os nomes em inglês, com as propostas enfrentando algumas críticas.
Em maio de 2021, após a rejeição da moção, a YouGov realizou uma pesquisa sobre o nome de Snowdon. 60% dos adultos galeses apoiaram o nome inglês Snowdon, em comparação com 30% que queriam o nome galês Yr Wyddfa. Separando por idioma, 59% dos falantes de galês preferiram o nome galês, mas 37% deles ainda queriam que Snowdon também fosse usado. 69% dos não falantes de galês apoiaram firmemente Snowdon como o nome da montanha. As propostas para renomear Snowdon geralmente são acompanhadas de propostas para renomear Snowdonia.
Em 16 de novembro de 2022, os membros do comitê da Autoridade do Parque Nacional de Snowdonia votaram para usar os nomes galeses Yr Wyddfa e Eryri para se referir à montanha e ao parque nacional, em vez dos nomes ingleses, em materiais produzidos pela autoridade. A autoridade do parque nacional descreveu a decisão como uma "ação decisiva" e o chefe do patrimônio cultural da autoridade declarou que os nomes de lugares galeses faziam parte das "qualidades especiais" da área e que outros órgãos públicos, a imprensa de língua inglesa e as empresas de filmagem usaram os nomes em galês. Antes da decisão, o parque já havia priorizado os nomes em galês, usando-os primeiro e colocando os nomes em inglês entre parênteses. O nome "Snowdonia" não pode ser totalmente abandonado, pois está previsto em lei e, portanto, deve ser usado em documentos estatutários. A autoridade anunciou uma revisão da marca da autoridade em 2023 para se adaptar à nova abordagem dos nomes de lugares em galês.